# Чаглар, Бехчет Кемаль
Бехчет Кемаль Чаглар (тур. Behçet Kemal Çağlar; 23 июля 1908, Эрзинджан, Османская империя — 24 октября 1969, Стамбул, Турция) — турецкий поэт, драматург и общественный деятель.

## Биография
Родился в богатой семье. В 1932 окончил Высшее техническое училище в Зонгулдаке. Работал горным инженером. В 1934—1935 стажировался в Париже и Лондоне. Затем, работал инспектором «народных домов».
В 1941—1947 годах избирался депутатом меджлиса Турции. Член республиканской народной партии Турции.
Преподавал литературу в стамбульском Роберт-колледже. В 1949 издавал журнал «Şadırrvan» («Фонтан»). С 1961 занимал ответственные должности в управлении радио и телевидения Турции («Şiir Dünyamız») и в других учреждениях.
Похоронен на кладбище Зинджирликую.

## Творчество
Дебютировал в 1919 году. Первые стихи его появились в период национально-освободительной борьбы.
Чаглар — один из мастеров силлабического стихосложения.
Поэзии Чаглара вошли в сборник «Здесь бьется одно сердце» (1932), «Во мне» («Benden içeri», 1966) и др. Перу Бехчета Кемаля принадлежат поэмы «Дестан пастуха», «Хромой Тимур», а также пьесы в стихах «Пастух» («Çoban», 1932), «Аттила» (1935), книги путевых заметок, очерков и др.
Общие темы его поэзии — кемализм и популизм. Многие стихи поэта посвящены Ататюрку, революции за независимость Турции, родине. Ряд произведений проникнут шовинистическим духом.
Язык Чаглара отличается простотой.
После его смерти брат поэта учредил в 1970 ежегодную литературную премию им. Чаглара.

## Избранные произведения
- Erciyesten Kopan Çığ (1932)
- Çoban (1932)
- Burada Bir Kalp Çarpıyor (1933)
- Atilla (1935)
- Halkevleri (1935)
- Hasan Âli Yücel ve Eserleri (1937)
- Hür Mavilikte (1947)
- Dolmabahçe’den Anıt Kabre Kadar (1955)
- Kur’an-ı Kerim’den İlhamlar (1966)
- Benden İçeri (1966)
- Atatürk Denizi’nden Damlalar (антология, 1967)
- Battal Gazi Destanı (1968)
- Bugünün Diliyle Atatürk'ün Söylevleri (1968)
- Behçet Kemal Son Şiirleri (1970)